# Ashkan Dejagah
Ashkan Dejagah (født 5. juli 1986 i Teheran, Iran) er en iransk fodboldspiller, der spiller som angriber eller offensiv midtbane hos Nottingham Forest i England. Han har tidligere spillet for blandt andet Hertha Berlin og VfL Wolfsburg i Tyskland samt Fulham i England.
Dejagah var i 2009 med til at føre Wolfsburg frem til klubbens første tyske mesterskab. 

## Landshold
Dejagah har (pr. april 2018) optrådt for Iran 44 gange og scoret otte mål. Dejagah besidder også tysk statsborgerskab, og har spillet for flere tyske ungdosmlandshold.

## Titler
Bundesligaen
- 2009 med VfL Wolfsburg